# Les Mathes
Les Mathes é uma comuna francesa na região administrativa da Nova Aquitânia, no departamento de Charente-Maritime. Estende-se por uma área de 34,38 km². Em 2010 a comuna tinha 2 073 habitantes (densidade: 60,3 hab./km²).